# گنج‌های سیرا مادره
گنج‌های سیرا مادره (به انگلیسی: The Treasure of the Sierra Madre) فیلمی به کارگردانی جان هیوستون در سال ۱۹۴۸ میلادی است. سناریو فیلم برگرفته از کتابی به همین نام از ب. تراون است که در اغلب موارد نیز به آن وفادار مانده‌است. در این فیلم بازیگرانی همچون هامفری بوگارت، والتر هیوستون (پدر کارگردان) و تیم هولت به ایفای نقش پرداخته‌اند. این فیلم به خاطر فیلمبرداری در لوکیشن طبیعی به جای استودیوهای هالیوود در زمان خود مورد توجه قرار گرفت. همچنین مورد تحسین منتقدین قرار گرفت و موفق شد امتیاز ۹۸/۱۰۰ را از سایت متاکریتک بدست بیاورد. استنلی کوبریک کارگردان مشهور سینما این فیلم را در لیست ده فیلم برتر عمر خود قرار داد. این فیلم از نظر کاربران بانک اطلاعات اینترنتی فیلم‌ها (IMDB) یکی از ۲۵۰ فیلم برتر تاریخ سینماست.

## خلاصه داستان
دو مرد فقیر (بوگارت و هولت) با یک پیرمرد (هیوستون) که ادعا می‌کند جوینده طلا است آشنا می‌شوند و بعد تصمیم می‌گیرند به کمک پیرمرد طلا پیدا کنند.

## مشروح داستان
در سال ۱۹۲۵، در شهر تامپیکو در مکزیک، دو آمریکایی آواره به نام‌های فرد سی. دابز و باب کرتین توسط پیمانکاری به نام پت مک‌کورمیک برای کار در دکل‌های نفتی با دستمزد روزانه هشت دلار استخدام می‌شوند. اما پس از پایان کار، مک‌کورمیک ناپدید شده و دستمزد آن‌ها را پرداخت نمی‌کند. بی‌پول و ناامید، دابز و کرتین با یک جویندهٔ طلای سالخورده به نام هاوارد در یک مهمانخانهٔ ارزان‌قیمت برخورد می‌کنند که از استخراج طلا و خطرات آن برایشان سخن می‌گوید.
کمی بعد، دابز در یک بخت‌آزمایی کوچک برنده می‌شود و این سه نفر سرمایه‌های خود را روی هم می‌گذارند تا برای استخراج طلا به کوه‌های سیرا مادره بروند.
در مسیر، آن‌ها با حملهٔ یک گروه راهزن مواجه می‌شوند، اما موفق به دفع آن‌ها می‌شوند. وقتی به محل مناسبی می‌رسند، هاوارد وجود طلا را تشخیص می‌دهد. آن‌ها استخراج را آغاز کرده و ثروت قابل توجهی به دست می‌آورند، اما با گذشت زمان، بی‌اعتمادی میانشان به‌ویژه از سوی دابز که به‌طور فزاینده‌ای بدگمان و مشکوک به دیگران می‌شود، افزایش می‌یابد.
در یکی از سفرهای تأمین تدارکات، کرتین توسط غریبه‌ای به نام کودی دنبال می‌شود که پیشنهاد می‌دهد به عملیات آن‌ها بپیوندد. این سه نفر ابتدا به کشتن او فکر می‌کنند، اما پیش از آنکه تصمیم بگیرند، گروهی از راهزنان به رهبری گلد هت سر می‌رسند. در تیراندازی بین آن‌ها، کودی کشته می‌شود. پس از آن، آن‌ها نامه‌ای از همسر کودی پیدا می‌کنند که از مشکلات شخصی او پرده برمی‌دارد. هاوارد و کرتین توافق می‌کنند بخشی از درآمد خود را برای همسر او بفرستند، اما دابز این پیشنهاد را رد می‌کند.
بعداً، هاوارد به روستایی در نزدیکی فراخوانده می‌شود تا به کودکی بیمار کمک کند. وقتی کودک بهبود می‌یابد، اهالی روستا اصرار می‌کنند که او به‌عنوان مهمان افتخاری در میان آن‌ها بماند. در غیاب او، تنش بین دابز و کرتین بالا می‌گیرد تا جایی که دابز تلاش می‌کند کرتین را بکشد و با همهٔ طلا فرار کند. اما کرتین جان سالم به در می‌برد و توسط اهالی روستا نجات می‌یابد.
دابز در نهایت در کنار یک آبگیر توسط گروه گلد هت کشته می‌شود. این راهزنان که طلا را با شن و ماسه اشتباه می‌گیرند، آن را دور می‌ریزند و باد طلاها را پراکنده می‌کند. راهزنان دستگیر شده و پس از شناسایی در هنگام فروش بارهای سرقتی اعدام می‌شوند.
هاوارد و کرتین در دورنگو به هم می‌پیوندند و متوجه می‌شوند که طلای آن‌ها از دست رفته است. پس از شوک اولیه، آن‌ها لحظه‌ای به‌طور طنزآمیز به این موضوع می‌خندند. هاوارد تصمیم می‌گیرد در میان اهالی روستا بماند، در حالی که کرتین به ایالات متحده بازمی‌گردد و تصمیم دارد همسر کودی را پیدا کند.

## جوایز
- برنده جایزه اسکار بهترین کارگردانی
- برنده جایزه اسکار بهترین فیلم‌نامه اقتباسی
- برنده جایزه اسکار بهترین بازیگر نقش مکمل مرد (والتر هیوستون)
- نامزد جایزه اسکار بهترین فیلم